# Red Devils MC
För andra betydelser, se Red Devils.
Red Devils MC är en supporterklubb till motorcykelklubben Hells Angels som har funnits i Sverige sedan 2001 i form av Red Devils MC Sweden. I mars 2017 listade Red Devils MC åtta svenska klubbar på sin webbplats.
Red Devils Mc har fått stor internationell spridning.
Ett 50-tal avdelningar i Tyskland, ett 10-tal var i Nederländerna, Belgien, Lettland, Finland, sex avdelningar i England, Sydafrika, ett 10-tal i Turkiet, tre avdelningar i Karibien, 20-tal i USA, Kina, Australien, Kanada, Ukraina, Luxemburg, Nya Zeeland.